# 一番町郵便局前停留場
一番町郵便局前停留場（いちばんちょうゆうびんきょくまえていりゅうじょう）は、かつて宮城県仙台市（現在の同市青葉区）一番町にあった仙台市交通局（仙台市電）の停留場である。

## 概要
1928年から1944年までは循環線と芭蕉の辻線の分岐駅となっていた。

## 駅構造
相対式ホーム2面2線の地上駅で、駅舎はなく、南町通りとの併用軌道上にあった。

## 駅周辺
- 一番町郵便局前バス停（仙台市営バス）
- 仙台中郵便局（一番町郵便局）

## 歴史
- 1927年4月1日 - 循環線の一部（仙台駅前駅 - 大町西公園前停留場間）開通により開業
- 1928年4月8日 - 芭蕉の辻線（当駅 - 芭蕉の辻停留場）開通
- 1944年3月31日 - 芭蕉の辻線全線廃止
- 1976年4月1日 - 全線廃線により廃駅

駅名の変遷
東一番丁（ひがしいちばんちょう） →東一番丁仙台郵便局前（ひがしいちばんちょうせんだいゆうびんきょくまえ）→一番町郵便局前

## 関連事項
- 仙台中郵便局

## 隣の駅
仙台市電
循環線
郵政局前停留場 - 一番町郵便局前停留場 - 高等裁判所前停留場
芭蕉の辻線
一番町郵便局前停留場 - 芭蕉の辻停留場